# Čučerje
Čučerje je naselje u Gornjoj Dubravi grada Zagreba. Površine je 1038,67 ha te prema popisu iz 2021. godine ima 2546 stanovnika.

## Povijest
Prvi pisani spomen Čučerja nalazi se u ispravi kralja Emerika iz 1201. godine pod imenom Ziseria, gdje se ono navodi u posjedu biskupa grada Zagreba, i stanovnici su mu bili uglavnom kmetovi biskupa i kanonika. Čučerju se u kasnijim ispravama kraljeva Andrije (1217.) i Karla (1328.) pridodaju i naselja Dankovec te Jalševec. Godine 1334. na popis je župa biskupije smještena i župa Blažene Djevice Marije u Čučerju (lat. Beata virgines de Chucherya), kao i njena crkva u samom središtu naselja.
Stanovništvo je prvi puta popisano u 17. stoljeću, no ti su popisi zabilježili tek davanja pojedinih obitelji, zbog čega nije poznat točan broj stanovnika u to doba. U 19. stoljeću Čučerje postaje sjedištem istoimene općine, koja je uključivala i naselja Dankovec, Jalševec, Degidovec, Medvedski Breg, Slanovec i Trstenik.
Tijekom Drugog svjetskog rata, kuće Ivana Keleminca, Janka Komušara i Franje Fabijanića u ulici Trstenik služile su ispomoći Narodnooslobodilačkom pokretu: kao baze, smještaj za članove pokreta, sjedišta Narodnooslobodilačkih odbora te spremišta materijala. Poslije rata ondje su postavljene spomen-ploče, no kasnije su uklonjene. Na Trgu Prvog zagrebačkog partizanskog odreda (danas Trg sv. Marije Čučerske) podignut je poslije rata spomenik poginulim sudionicima »narodnooslobodilačkog rata« s popisom imena, koji je kasnije premješten na groblje, a na groblju je 1966. podignut jednostavniji spomenik poginulim stanovnicima Čučerja.:167-8, 175
Godine 1955. pripada općini Zagrebačka Dubrava, a godine 1961. općini Maksimir, u kojoj ostaje do ukidanja općina u Zagrebu. Gradu Zagrebu Čučerje je pripojeno 1981. godine.
Godine 1957. uspostavljena je autobusna linija Dubrava – Čučerje, koju danas izvodi ZET pod brojem linije 209. Od 2021. godine u Čučerju prometuje i autobusna linija 239 do Markuševca.

### 2020-e
Čučerje je teško pogođeno potresom u Zagrebu 2020. godine, čiji se epicentar nalazio nedaleko mjesta. Potres je ondje aktivirao razna klizišta, te oštetio brojne građevine: stambene, crkvu, Društveni dom i škole. Dom je u potresu bio potpuno razrušen, a njegova je obnova i potpuna rekonstrukcija započela 2023. godine. Gradonačelnik Tomislav Tomašević kritizirao je tijek obnove u više navrata, izjavivši 2023. godine da je »sramota« što niti jedna kuća u naselju nije obnovljena od potresa.
Godine 2021. otvoren je dječji vrtić u Čučerju, područnica vrtića »Kolibri« iz Oporovca, koji se nalazi nedaleko središnjeg trga.

## Škola
Časna knjiga i uspomenica učione čučerske navodi da su obrazovanje na području Čučerja prvotno provodili orguljaši 1737. godine, kada su muška djeca bila podučavana čitanju i pisanju. Prva škola u naselju otvorena je tek 1835. godine u crkvenoj kući župnika; djecu je orguljaš Gjuro Celinić podučavao čitanju, pisanju, računanju i vjeronauku, no škola je u kratkom roku prestala s radom.
Prva svjetovna škola otvorena je 1. travnja 1859. godine, a školska knjižnica utemeljena je 1863. godine. Prvi joj je privremeni učitelj bio Pavao Janković, a ravnatelj tadašnji župan Jakob Pavić. Prema nalogu cara Franje Josipa od 1. listopada 1875. godine, škola je djelovala kao četverogodišnja. Kroz povijest su izgrađene i druga (na inicijativu Izidora Kršnjavog 1895. godine) te treća škola (1938. godine).
Dana 4. listopada 1944., u doba Nezavisne države Hrvatske, na trgu pred školom obješeno je 20 pripadnika NOB-a, uključujući jednu učiteljicu. U njihov spomen u dva su navrata, za 20. i 30. obljetnicu pada NDH, na zgradu tadašnje škole (danas Društvenog doma) postavljene spomen-ploče, pri čemu je kasnija sadržavala popis preminulih uz mjesto i godinu rođenja.:173–174
Do 1955. godine škola je djelovala sa svih 8 razreda. Školi se 1959. godine, na stotu obljetnicu otvorenja, pripojila područna škola Dankovec. Dana 1. listopada 1972. godine otvorena je nova školska zgrada koju su financirali mještani i kotar. Godine 1977. uvedena je i petodnevna nastava. Stara je škola potom prenamijenjena u Društveni dom 1982. godine.
Godine 2016. u školu je uveden e-Dnevnik, a od ranih 2000-ih do 2020-ih obavljali su se razni radovi obnove glavne i područne škole. Obje su zgrade pretrpjele štetu u zagrebačkom i petrinjskom potresu, koja je iste godine sanirana.

## Crkva Pohoda Blažene Djevice Marije
Prvi izvori nalažu da se prvotna crkva u Čučerju izgradila prije 1334. godine. Narodna predaja glasi da je na njenom mjestu nekoć postojao ribnjak na kojemu se ukazala Djevica Marija, nakon čega je ribnjak istekao u obližnji potok i za sobom ostavio samo zdenac. Pored zdenca se zatim, prema predaji, izgradila crkva.
Suvremena je barokna crkva u Čučerju započela s izgradnjom 1728. godine, a dovršena je 1735. godine. Godinu dana kasnije ugrađen je veliki oltar koji je župi poklonio Juraj Branjug. Crkva je tijekom povijesti teško oštećena uslijed nekoliko potresa: 1822., 1880., 1905. i 1906. godine. Potonja dva, koja su se dogodila 17. prosinca 1905. i 2. siječnja 1906. godine onemogućila su uporabu crkve na tri godine. Prilikom obnove, koja je trajala do 1908. godine, zamijenjen je oltar i srušena kupola, ali su nabavljene orgulje. Godine 1957. slikar Ivan Tomljanović naslikao je na crkvi freske sv. Tarzicija i sv. Marije Goretti, a godine 1961. crkva je dobila zid, portir i stube pred ulazom. Ispod crkve je 1971. godine izgrađena i vjeronaučna dvorana sv. Nikole Tavelića.
Župni dvor pored crkve izgorio je 1737. godine, pri čemu su uništeni inventar i arhivi župe. Novi dvor, koji je i danas u uporabi, izgrađen je 1820. godine.
Dana 19. lipnja 1991. godine na trg je u središtu Čučerja, u nazočnosti gradonačelnika Zagreba Borisa Buzančića, postavljen kip Majke Božje Čučerske.
Godine 2020. Zagreb je zahvatio potres s epicentrom blizu Čučerja, pri čemu je teško oštećena zgrada crkve. Misa se u međuvremenu služila u područnim kapelama, a privremeni objekt koji bi crkvu zamijenio postavljen je nedaleko crkve godinu dana poslije. Obnova je započela 2022. godine.

## Kultura
- Planinarski dom »Lipa – Rog«[21]
- Hrvatsko kulturno prosvjetno društvo »Bosiljak«[22]

## Vanjske poveznice
- Povijest škole u Čučerju, OŠ Čučerje
- Čudotvorno raspelo u Čučerju, Hrvatski restauratorski zavod